# Orden zasluga za narod
Orden zasluga za narod bilo je odlikovanje SFRJ u tri stupnja, kojeg je osnovalo AVNOJ 9. lipnja 1945. godine, zajedno s Medaljom zasluga za narod.
Orden je imao tri stupnja:
- Orden zasluga za narod sa zlatnom zvijezdom (do 1961. Orden zasluga za narod I. reda) - 11. u važnosnom slijedu jugoslavenskih odlikovanja
- Orden zasluga za narod sa srebrnim zrakama (do 1961. Orden zasluga za narod II. reda) - 20. u važnosnom slijedu jugoslavenskih odlikovanja
- Orden zasluga za narod sa srebrnom zvijezdom (do 1961. Orden zasluga za narod III. reda) - 30. u važnosnom slijedu jugoslavenskih odlikovanja

Odlikovanje se dodjeljivalo za "naročite zasluge u izgradnji socijalizma i socijalističkoh samoupravnih odnosa, za organiziranje i učvršćivanje općenarodne obrane, sigurnosti i nezavisnosti zemlje, kao i za zasluge u oblasti privrede, nauke i kulture."
Orden i medalju zasluga za narod izradio je slikar Đorđe Andrejević Kun.
- Orden zasluga za narod sa srebrnom zvijezdom